# Santa Luzia do Norte
Santa Luzia do Norte är en kommun i Brasilien.   Den ligger i delstaten Alagoas, i den östra delen av landet, 1 500 km nordost om huvudstaden Brasília. Antalet invånare är 6 893.
Runt Santa Luzia do Norte är det mycket tätbefolkat, med 1 692 invånare per kvadratkilometer.